# Corinthe
Pour les articles homonymes, voir Corinthien.
 (septembre 2020).
Corinthe (en grec : Κόρινθος / Kórinthos [ˈkorinθos]) est une ville portuaire et commerçante du Péloponnèse, en Grèce, chef-lieu du district régional de Corinthie et du dème des Corinthiens, qui abrite 56 437 habitants en 2021. Elle est située sur l'isthme de Corinthe, dans le golfe du même nom.
Autrefois, la ville homonyme était l'une des plus importantes cités de la Grèce antique, située dans les terres au pied de son acropole, l'Acrocorinthe. Détruite par un puissant séisme, elle est rebâtie en bord de mer à partir de 1858 sous le nom de Nouvelle Corinthe (Νέα Κόρινθος / Néa Kórinthos).

## Géographie

### Localisation
Corinthe est située sur l'isthme de Corinthe, étroite bande de terre reliant le Péloponnèse à la Grèce centrale, sur la rive orientale du golfe du même nom entre Léchaion et Loutráki. Ville côtière depuis 1858, son altitude n'excède pas 10 m aux points les plus élevés. Avant cette date, la vieille ville de Corinthe, rasée par un séisme, se trouvait à 8 km au sud-ouest, sur le site de la cité antique au pied de l'Acrocorinthe.

### Climat
La ville bénéficie d'un climat méditerranéen caractéristique, avec des hivers doux et humides ainsi que des étés chauds.
La température moyenne annuelle à Corinthe est de 16 °C, et les précipitations y sont modérées.

### Voies de communication et transports

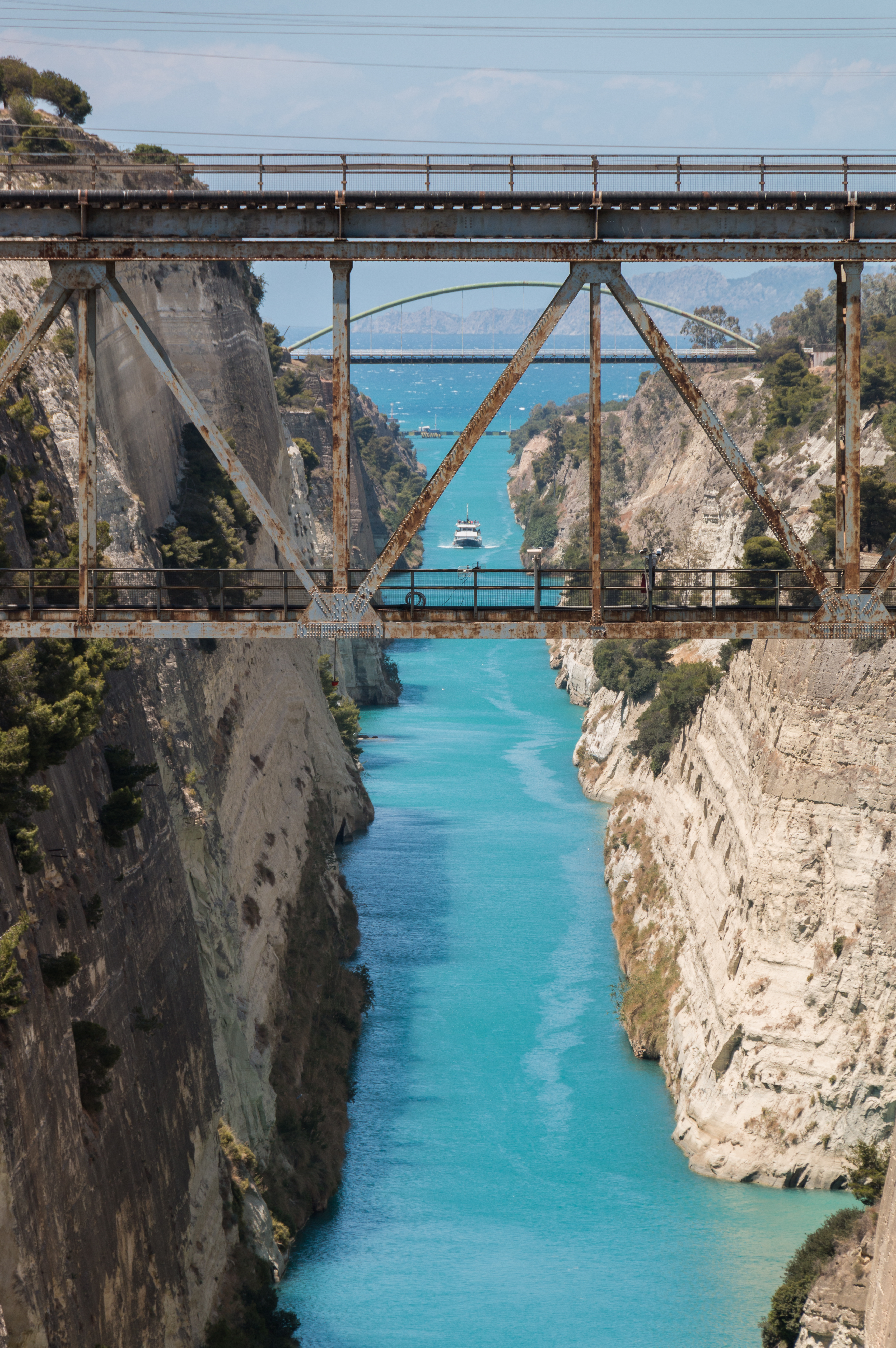
Le canal de Corinthe.

Porte d'entrée de la région du Péloponnèse, Corinthe est desservie par un réseau routier, ferroviaire et maritime dense.
L'autoroute d'Olympie (dite « A8 »), d'Athènes à Patras via Corinthe, et son embranchement avec l'autoroute du Péloponnèse (dite « A7 »), qui relie la ville à Tripoli et Kalamáta, en plus de la route nationale 10 vers le site d'Épidaure.
Privée de ses anciennes liaisons depuis 1884, la ville de Corinthe inaugure sa nouvelle gare ferroviaire en 2005 et devient le terminus occidental des lignes de la banlieue athénienne, qui la mettent à moins d'une heure de la capitale, son port et son aéroport. En 2020, la ligne est prolongée à l'ouest jusqu'à Aigion.
Le port artificiel de Corinthe, qui répond aux besoins d'exportation local (fruits et autres ressources principalement agricoles) sur le canal de Corinthe, dont le creusement est achevé en 1893. Il est relié par ferries aux ports de Catane et de Gênes, en Italie.

## Toponymie
La terminaison -nthe est courante en grec ancien : Labyrinthe, Hyacinthe, Acanthe, Menthé, etc. Elle se rapprocherait du suffixe du participe actif indo-européen -nt- et serait héritée d'une langue préhellénique en rapport avec les langues anatoliennes.

## Histoire

### Antiquité

#### Période grecque

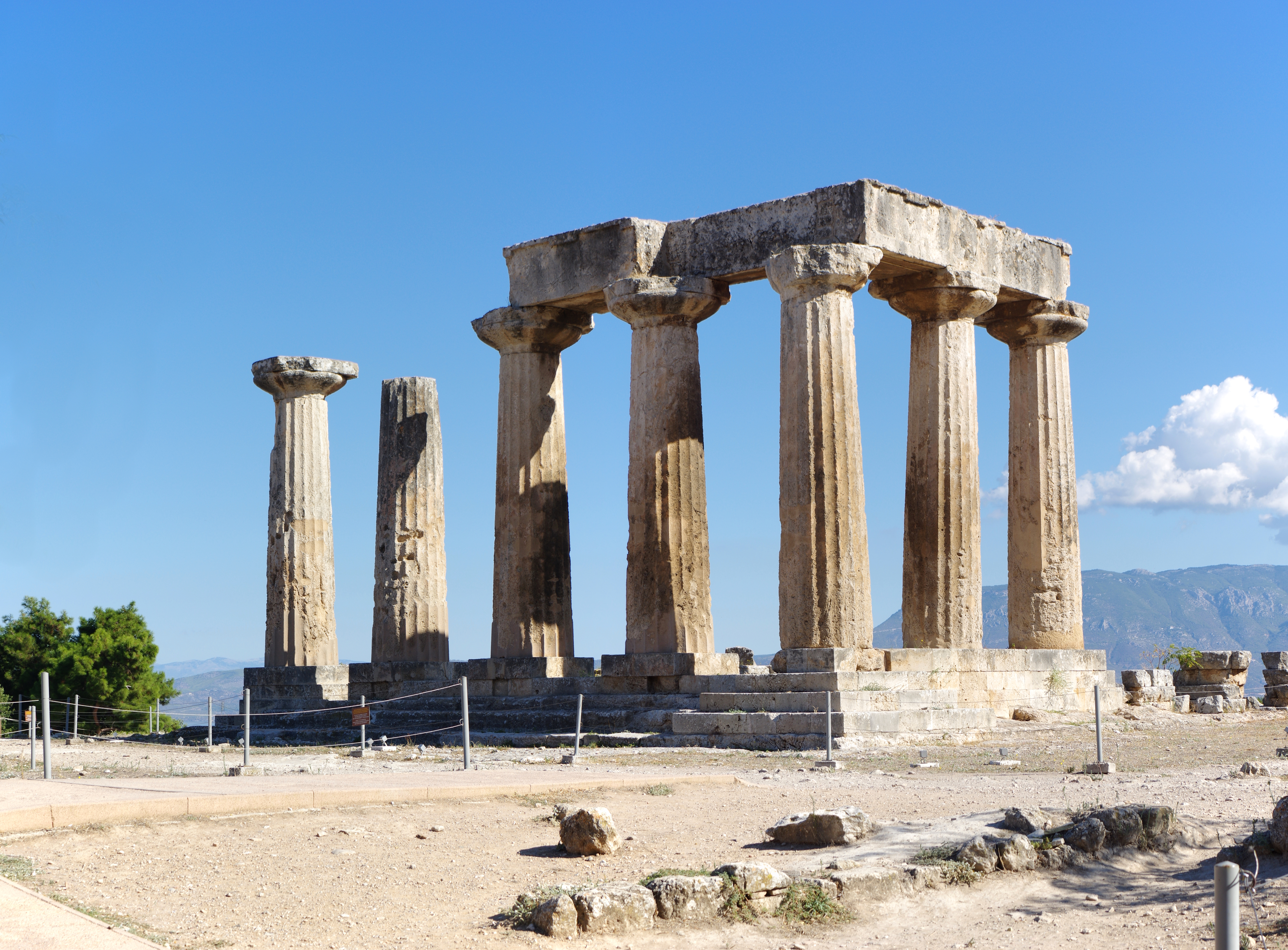
Vestiges du temple d'Apollon sur le site archéologique de Corinthe.

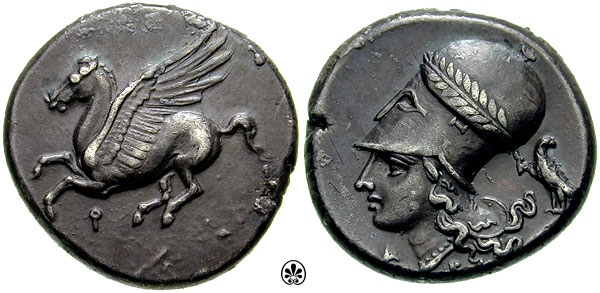
Statère à l'effigie de Pégase, frappé à Corinthe vers -330

Si la région est peuplée dès le néolithique (5 000 av. J.-C.), le site de Corinthe est probablement investi durant l'âge du bronze par un palais mycénien. Toutefois, les éléments archéologiques datant de cette période sont peu nombreux.
Les plus anciennes attestations historiques de la cité remontent au VIIIe siècle av. J.-C., lorsqu'elle devient une importante polis marchande, contrôlant l'isthme de Corinthe qui relie le Péloponnèse au reste de la Grèce et traversé par le diolkos, chemin de traction dallé de 6 km permettant aux navires d'éviter le contournement du Péloponnèse. Elle entre en concurrence avec Athènes sur le plan économique et culturel. À plusieurs reprises, notamment pendant la guerre du Péloponnèse, elle se rapproche de Sparte et devient son alliée contre Athènes. Avant de se joindre à la ligue achéenne en 243 av. J.-C., Corinthe est fermement tenue par les Macédoniens qui règnent un temps sur la Grèce depuis les hauteurs de l'Acrocorinthe.
Selon Pindare, Corinthe passait pour être à l'origine du dithyrambe, de l'art de dresser les chevaux et de l'architecture.

##### Liste des souverains de Corinthe
- 1429 av. J.-C. (date traditionnelle)[4] : fondation de la cité par Sisyphe et début de la monarchie ;
- 930 (hypothèse) à 747 av. J.-C. : monarchie (dynastie des Bacchiades) ;
- 747 à 657 av. J.-C. : gouvernement oligarchique des Bacchiades[5] ;
- 657 à 627 av. J.-C. : Cypsélos, tyran de Corinthe[6] ;
- 627 à 585 av. J.-C. : Périandre, fils du précédent, tyran de Corinthe[7] ;
- 585 à 583 av. J.-C. : à la mort de Périandre, son fils aîné Lycophron étant mort avant lui (586 av. J.-C.) et son fils cadet Cypsélos le Jeune étant mentalement diminué, c'est son neveu Psammétique, fils de Gordias, qui devient tyran de Corinthe ;
- À partir de 583 av. J.-C. une oligarchie se met en place.

#### Période romaine

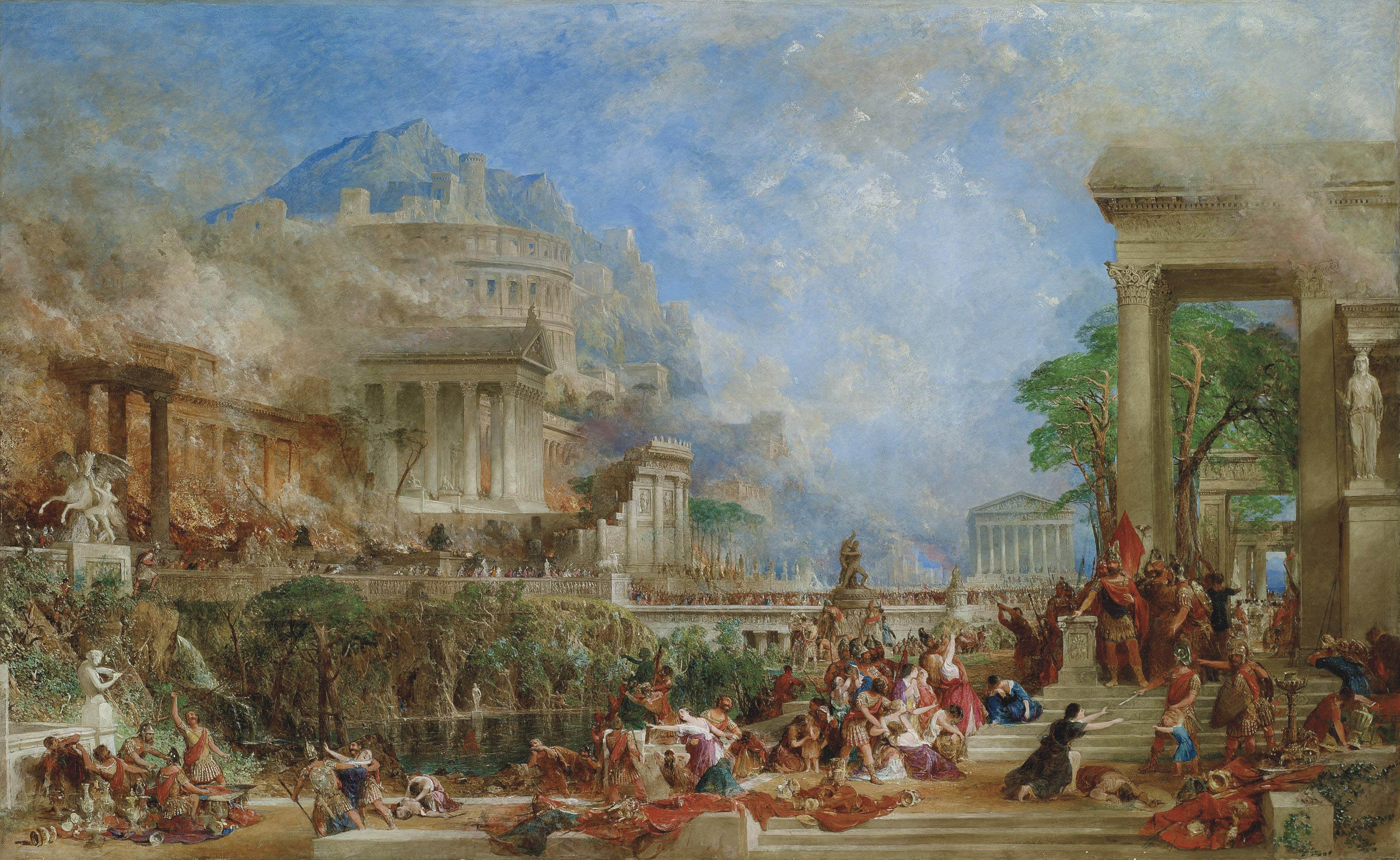
Le Sac de Corinthe, Thomas Allom (1870).

En 146 av. J.-C., la bataille de Corinthe, remportée par les Romains, se solde par le pillage et la destruction de la cité, qui est abandonnée pendant un siècle avant d'être refondée en 44 av. J.-C., lorsqu'elle retrouve sa prospérité d'antan et son importance régionale en tant que capitale de la province romaine d'Achaïe.

### Moyen Âge

#### Empire byzantin
Sous l'Empire byzantin, en 530, Justinien fait construire l'Hexamilion, un rempart en travers de l'isthme de Corinthe. La cité subira néanmoins les attaques des Avars, des Slaves puis des Normands, contournant l'Hexamilion par la mer.
En 551 et 856, Corinthe subit des séismes.
En 1147, le golfe de Corinthe devient la base des opérations du Normand Roger II de Sicile contre la région d'Arta. Roger occupe Corinthe. Il déplace tous les tisserands de soie à Palerme.

#### Principauté latine d'Achaïe
Au XIIIe siècle, l'établissement de la principauté d'Achaïe est une conséquence des conquêtes de la quatrième croisade. Entre 1205 et 1210, l'Acrocorinthe, défendue par le byzantin Léon Sgouros, est assiégée par les Francs.
En 1358, elle est attribuée par le prince Robert de Tarente au sénéchal Niccolò Acciaiuoli, puis, vers 1370, elle passe au futur duc d'Athènes Nerio Ier Acciaiuoli.
Vers la fin du XIVe siècle, la ville basse est abandonnée, la population se réfugiant sur l'Acrocorinthe pendant plusieurs siècles.

#### Despotat de Morée
En 1394, à la mort de Nerio Ier Acciaiuoli, la ville est disputée entre ses gendres mais finit par revenir en 1395 aux Grecs byzantins du despotat de Morée.

#### Les Hospitaliers
En 1400, face à l'avance ottomane, le despote de Morée Théodore Paléologue, frère de l'empereur byzantin Manuel II, vend plusieurs places fortes (dont Corinthe) aux Hospitaliers de l'ordre de Saint-Jean de Jérusalem à Rhodes mais, en 1404, devant les protestations et révoltes des habitants du Péloponnèse, elles sont rétrocédées à Théodore Paléologue en échange de la forteresse de Salona.

#### Empire ottoman
En 1458, Corinthe est conquise par l'Empire ottoman malgré la résistance de l'Acrocorinthe. La ville prend le nom turc de Gördes et devient le centre économique du sandjak de Morée.

### Époque moderne
En 1612, les Hospitaliers reprennent brièvement Corinthe.
Durant l'été 1687 la cité passe aux mains du capitaine général vénitien Francesco Morosini. En 1698, par le traité de Karlowitz, l'Empire ottoman doit céder Corinthe et la Morée (le Péloponnèse) à la république de Venise.
En juin 1715, l'offensive du grand vizir Damad Ali Pacha a raison en quelques jours de la faible garnison vénitienne. Corinthe et la Morée redeviennent possession ottomane jusqu'en 1822.
Corinthe devient la capitale de la province de Morée jusqu'en 1731 puis elle fut remplacée par Tripolitsa, Corinthe devenant la résidence d'un sandjak local.

### Royaume de Grèce

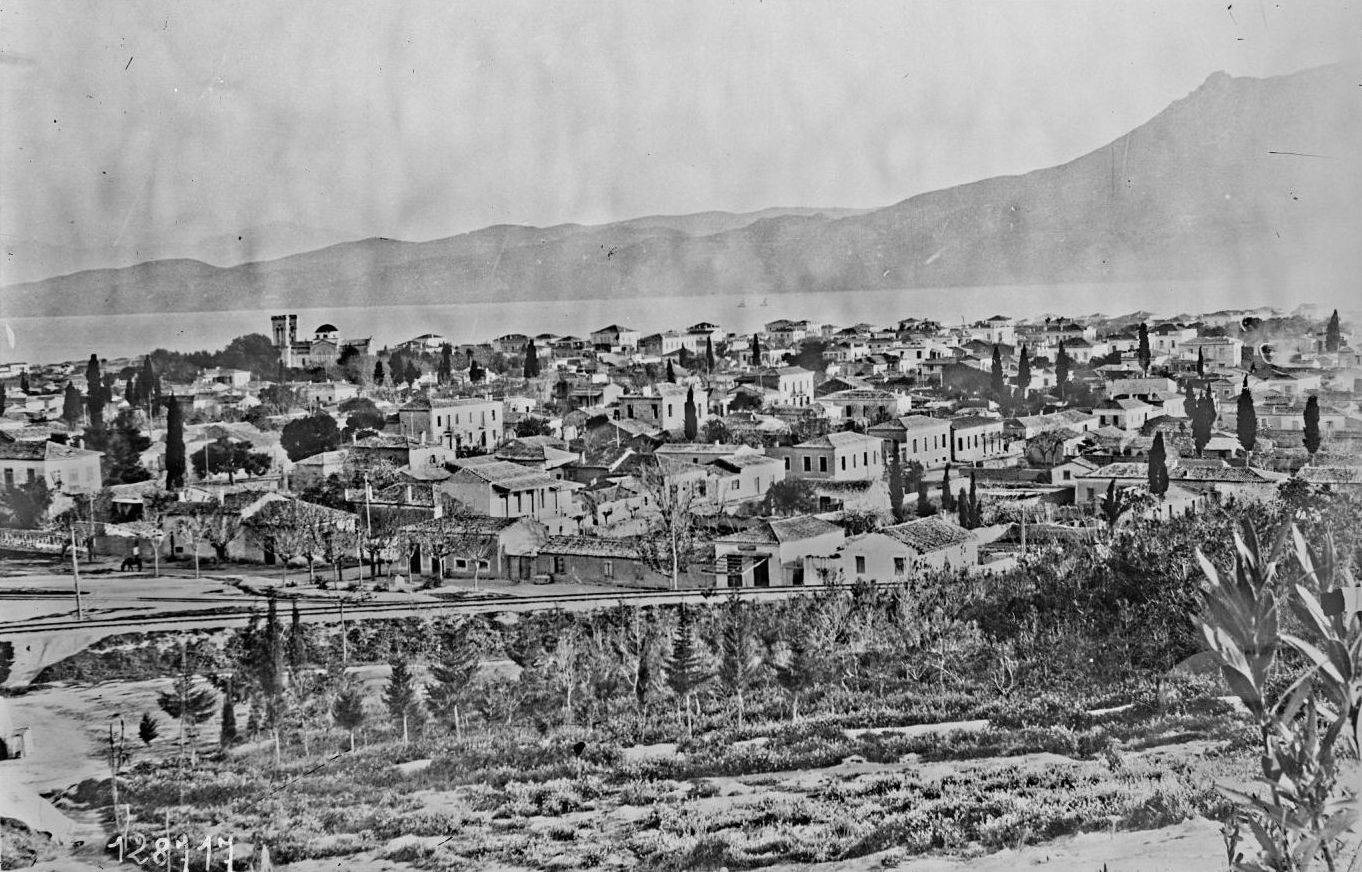
Vue générale de la ville en 1928.

Pendant la guerre d'indépendance grecque, la ville est détruite. En 1832, elle figure cependant parmi les candidates au rang de capitale du royaume de Grèce.
En 1858, un tremblement de terre majeur détruit totalement Corinthe, au point que l'on décide de créer une nouvelle ville sur un plan moderne, à 3 km au nord-est de l'ancienne, sur le golfe de Corinthe.
Rebâtie, l'ancienne Corinthe (Αρχαία Κόρινθος) existe toujours à proximité du site archéologique. Le tourisme est sa principale économie.
La ville subit un nouveau tremblement de terre en 1928.

## Politique et administration
La ville est le siège du dème des Corinthiens, créé sous sa forme actuelle dans le cadre du programme Kallikratis par la fusion d'anciennes municipalités.

## Démographie
La ville moderne abrite aujourd'hui 30 816 habitants.

## Économie

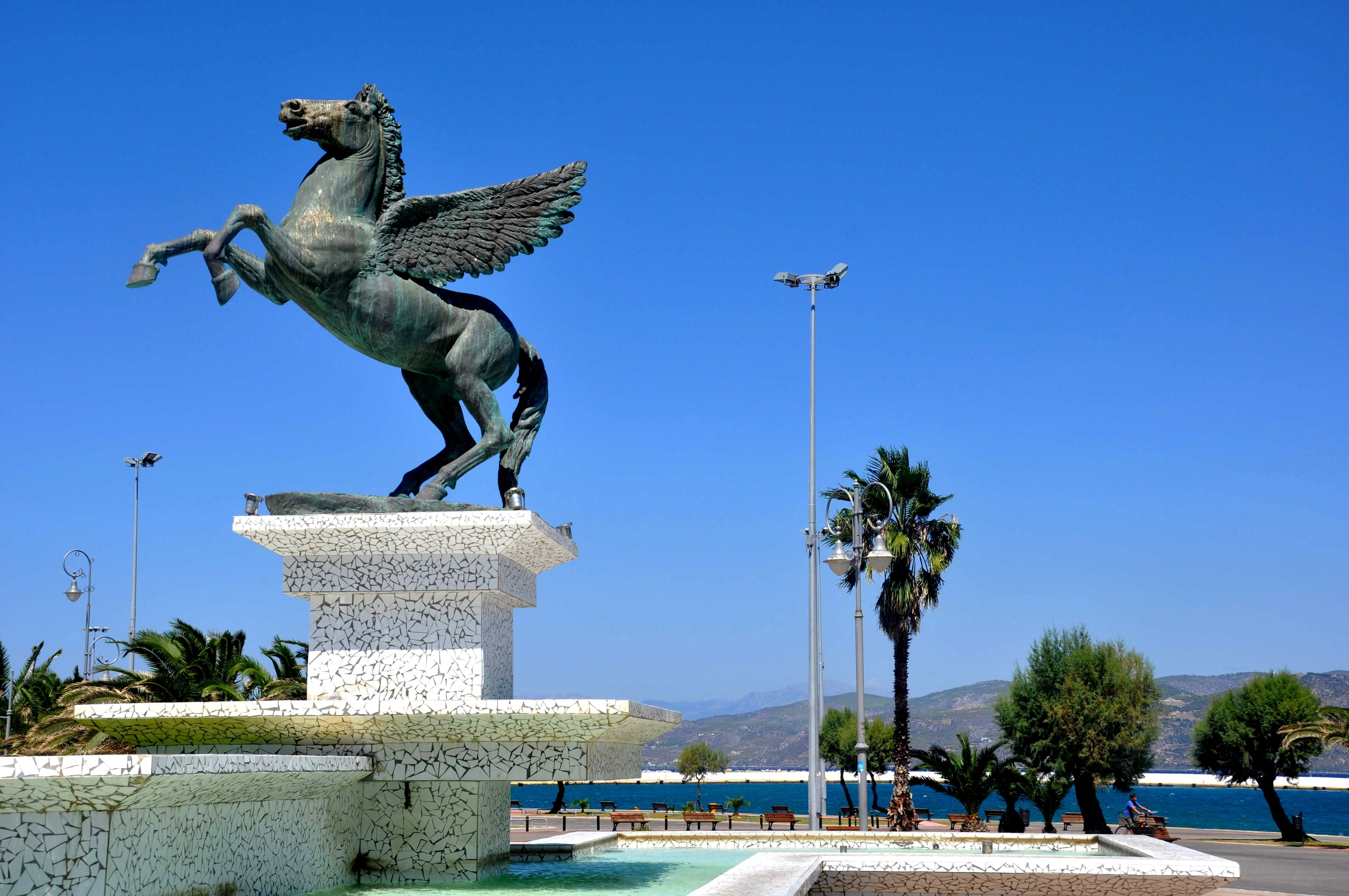
Statue de Pégase sur la place Elefthérios-Venizélos.

### Agriculture
La production des raisins secs permet l'exportation de ce produit agricole labellisé « de Corinthe ».

### Tourisme
Le site archéologique antique a reçu 174 146 visiteurs en 2005 et 178 109 en 2006.

## Culture locale et patrimoine

### Lieux et monuments
- Le canal de Corinthe.

### Personnalités liées à la ville
- Junia Theodora, magistrate et philanthrope des Ier siècle av. J.-C. et Ier siècle.

## Jumelages
| Ville | Ville    | Pays | Pays       | Période                   |
| ----- | -------- | ---- | ---------- | ------------------------- |
|       | Abilene  |      | États-Unis |                           |
|       | Buccino  |      | Italie     |                           |
|       | Jagodina |      | Serbie     |                           |
|       | Lugoj,   |      | Roumanie   | depuis le 17 juillet 2012 |
|       | Syracuse |      | Italie     |                           |